# Pierrefitte-sur-Seine
Pierrefitte-sur-Seine je severno predmestje Pariza in občina v  departmaju Seine-Saint-Denis osrednje francoske regije Île-de-France. Leta 1999 je imelo naselje 25.816 prebivalcev.

## Geografija
Pierrefitte-sur-Seine leži v severozahodnem delu departmaja 13 km severno od središča Pariza, ob reki Seni. Občina meji na vzhodu na Stains, na jugu na Saint-Denis, na zahodu na Villetaneuse, na severu pa na občini v departmaju Val-d'Oise Montmagny in Sarcelles.

## Administracija
Pierrefitte-sur-Seine je sedež istoimenskega kantona, v katerega je poleg njegove vključena še občina Villetaneuse s 37.192 prebivalci. Kanton je sestavni del okrožja Saint-Denis.

## Pobratena mesta
- Braintree (Združeno kraljestvo),
- Rüdersdorf bei Berlin (Nemčija).